# Die drei Wahrheiten
Die drei Wahrheiten (Originaltitel: Le Puits aux trois vérités) ist ein französisch-italienischer Spielfilm von François Villiers, der 1961 (in deutscher Sprache 1962) in die Kinos kam. Es handelt sich um eine Verfilmung des Romans Der Brunnen zur dreifachen Wahrheit (französisch Le Puits aux trois vérités) von Jean-Jacques Gautier.

## Handlung
Nach einem heftigen Streit mit ihrem Ehemann, dem jungen Maler Laurent Lénaud, wird Danièle Plèges tot in ihrer Wohnung aufgefunden. Mithilfe des Tagebuches der Verstorbenen und der Aussagen ihrer Mutter Renée versucht die Polizei, den Todesfall aufzuklären. Indes tischt Lénaud seiner Geliebten seine Version der Ereignisse auf. Niemand lügt, und doch ergeben sich drei verschiedene Wahrheiten, je nachdem, ob man der Sicht von Danièle, ihrer Mutter oder ihres Mannes folgt.

## Rezeption
„Delikat weiß er mit Rückblenden zu hantieren, und ein tänzerisches Clavicord-Motiv fügt nahtlos zusammen, was kunstvoll aus den Perspektiven der drei Betroffenen gesehen wird. Die Darstellerin Catherine Spaak als Danielle, gleich einer kindhaften Jeanne Moreau mit sparsamsten Gesten gegen erotischen Zynismus protestierend, ist eine stille Sensation.“